# De Beste Singer-Songwriter van Vlaanderen
De Beste Singer-Songwriter van Vlaanderen is een televisieprogramma uit 2013 op de Vlaamse televisiezender VIER, geproduceerd door BlazHoffski.
In deze talentenjacht, gepresenteerd door Lisa Smolders, krijgen singer-songwriters een kans zich voor een jury te bewijzen. Lisa Smolders wordt in de jury bijgestaan door Sam Bettens, (K's Choice) en Frank Vander linden (De Mens). De talentenjacht is gestart met 21 kandidaten. Na de eerste twee afleveringen krijgen acht van deze kandidaten een "bootcamp", waarmee zij een ronde verder komen in deze competitie.

## Singer-songwriters
| Kandidaten              | Leeftijd | Woonplaats                       | 4   | 5   | 6   | 7   | 8 - Finale |
| ----------------------- | -------- | -------------------------------- | --- | --- | --- | --- | ---------- |
| Joey Brocken            | 22       | Lier, Antwerpen                  | IN  | IN  | IN  | IN  | WINNAAR    |
| Ricardo González Candia | 28       | Leuven, Vlaams-Brabant           | IN  | IN  | WIN | IN  | 2DE        |
| Debbie Jacob            | 20       | Aalst, Oost-Vlaanderen           | IN  | IN  | IN  | WIN | 3DE        |
| Lisa Castelli           | 20       | Genk, Limburg                    | OUT |     |     | WIN | 4DE        |
| Barbara Vlaeminck       | 37       | Sint-Amandsberg, Oost-Vlaanderen | IN  | WIN | IN  | OUT |            |
| Pieter Peirsman         | 30       | Melsele, Oost-Vlaanderen         | WIN | IN  | IN  | OUT |            |
| Celien Deloof           | 20       | Mechelen, Antwerpen              | IN  | OUT |     |     |            |
| Victor Meuleman         | 18       | Bavikhove, West-Vlaanderen       | OUT |     |     |     |            |

 De singer-songwriter werd geëlimineerd
 De singer-songwriter werd als de beste van de week beschouwd.
 De singer-songwriter won de wedstrijd
- In de eerste 3 afleveringen werd de poel van 21 kandidaten naar de 8 singer-songwriters gebracht.
- In aflevering 5 werden geen kandidaten geëlimineerd.
- In aflevering 6 werd Lisa door de jury terug in de competitie gebracht.

## Kijkcijfers
| Afl. | Datum van uitzending | Aantal kijkers |
| ---- | -------------------- | -------------- |
| 1    | 7 november 2013      | 279.037        |
| 2    | 14 november 2013     | 153.576        |
| 3    | 21 november 2013     | 231.481        |
| 4    | 28 november 2013     | 152.429        |
| 5    | 5 december 2013      | 170.233        |
| 6    | 12 december 2013     | 126.940        |
| 7    | 19 december 2013     | 91.022         |
| 8    | 26 december 2013     | 126.303        |